# ロベール・プラネル
ロベール・プラネル（Robert Planel、1908年1月2日 - 1994年5月25日）は、フランスの作曲家。
モンテリマール出身。父親のアルフォンス・プラネル（1869年-1947年）は作曲家でモンテリマール音楽院の創設者であった。1914年から1918年までパリ国立オペラで最初のヴァイオリンのレッスンを受けた。1922年から1933年までパリ国立高等音楽・舞踊学校でヴァイオリンのほか、和声をジャン・ギャロンに、対位法をジョルジュ・コサードに、作曲をアンリ・ビュッセルとポール・ヴィダルについて学んだ。1933年にローマ賞を受賞し、1934年から1936年までイタリアに留学した。1945年からパリ市の音楽教育の総括監察官として活躍し、パリ地方音楽院を創設した。

## 作品
- アンダンテとスケルツォ
- 弦楽四重奏曲
- 海
- 4つのメロディー
- 詩篇
- バーレスク（サクソフォーンのための）
- パラード（オーケストラのための）
- 前奏曲と舞曲（オーボエとピアノのための）
- 幻想曲（ヴィオラとピアノのための）
- トランペット協奏曲

ホルン協奏曲

## 文献
- Wolfgang Suppan, Armin Suppan: Das Neue Lexikon des Blasmusikwesens, 4. Auflage, Freiburg-Tiengen, Blasmusikverlag Schulz GmbH, 1994, ISBN 3-923058-07-1
- Jean-Marie Londeix: Musique pour saxophone, volume II : répertoire général des oeuvres et des ouvrages d' enseignement pour le saxophone, Cherry Hill: Roncorp Publications, 1985.
- Nicole Lacombe, Alain Lacombe: Des compositeurs pour l'image - (Cinema et Television), Neuilly sur Seine: Musique et promotion editeur, 1982., 602 p.